# Wolfgang Hofmann
Wolfgang Hofmann (Colonia, 30 marzo 1941 – Colonia, 12 marzo 2020) è stato un judoka tedesco. Vinse la medaglia d'argento nella prova fino a 80 kg ai Giochi olimpici di Tokyo 1964.
Hofmann fu quindici volte campione tedesco, tre volte campione europeo e possessore dell'ottavo dan. Nel corso della sua vita visitò più volte il Giappone e imparò la lingua giapponese. Negli anni '70 scrisse un libro sul judo, assieme al giapponese Mahito Ohgo, intitolato Judo - Basics of Tachi- Waza and Ne-Waza.
Morì nel 2020, due settimane prima del suo 79º compleanno.